# Hughie Flint
Hughie Flint (né le 15 mars 1940 à Manchester, Lancashire) est un batteur anglais, connu pour son passage dans John Mayall & the Bluesbreakers, ainsi que le groupe McGuinness Flint au début des années 1970 et pour son association ultérieure avec The Blues Band.

## Biographie
Flint joue dans les Bluesbreakers par intermittence pendant cinq ans, ajoutant un aspect distinctif à leur son basé sur le blues en partie grâce à son amour du jazz. Il apparait sur leurs albums John Mayall Plays John Mayall (1965), Blues Breakers with Eric Clapton (1966) et A Hard Road (1967) sur lequel il partage la batterie avec Aynsley Dunbar. Il part ensuite jouer aux côtés d'Alexis Korner et de Savoy Brown ; il est alors remplacé par Dunbar au sein des Bluesbreakers
,.
En 1970, Flint forme McGuinness Flint avec Tom McGuinness, ancien guitariste et bassiste de Manfred Mann. Il atteignent le numéro 2 dans le classement des singles britanniques avec "When I'm Dead And Gone", qui est suivi en 1971 par un autre single à succès, "Malt and Barley Blues", qui culmine au numéro 5. Ils sortent égalemen leur album éponyme. premier album en 1970, qui atteint le Top 10 du UK Albums Chart en 1971. Cependant, le premier succès du groupe s'avèrent de courte durée. Malgré les talents de production de Glyn Johns et l'accompagnement du pianiste Nicky Hopkins, leur deuxième album Happy Birthday, Ruthy Baby s'avère être la fin du line-up original. Les membres du groupe multi-instrumentiste Benny Gallagher et Graham Lyle, qui ont également écrit la plupart des chansons quittent le groupe après sa sortie. Flint et McGuinness s'associent à Dennis Coulson et Dixie Dean pour sortir l'album Lo and Behold en 1972, composé uniquement d'obscures reprises de Bob Dylan. Peu de temps après, Coulson part. Malgré la sortie de deux autres albums et d'une collection Greatest Hits en 1973, le groupe se sépare en 1975. Flint joue avec le Bonzo Dog Band à partir de 1971 et apparait avec eux jusqu'à leur dernier album, Let's Make Up And Be Friendly.
En 1977, Flint est batteur et joueur de bodhrán sur l'album Suburban Ethnia du groupe Chanter.
Le dernier groupe de Flint est The Blues Band, un groupe dont les autres membres sont Dave Kelly, Gary Fletcher, McGuinness et un autre vétéran de Manfred Mann, le chanteur Paul Jones. Leur premier album The Official Bootleg Albu sort en 1980, et Flint apparait égalemen sur leurs albums de suivi Ready (1980) et Itchy Feet (1981) avant de quitter.
En 1995, Flint apparait dans le documentaire télévisé de la BBC Rock Family Trees pour discuter de l'histoire des Bluesbreakers et des nombreuses ramifications du groupe. À cette époque, il travaille comme porteur au Mansfield College d'Oxford, d'où il prend sa retraite en 2007.
Flint figure également sur des disques de Georgie Fame, Jack Dupree et Tom Newman, entre autres.